# Otto Westphal (Maler)
Otto Westphal (* 17. April 1878 in Leipzig; † 5. September 1975 in Dresden) war ein deutscher Maler, Zeichner, Grafiker und Kunsthandwerker.

## Leben und Werk

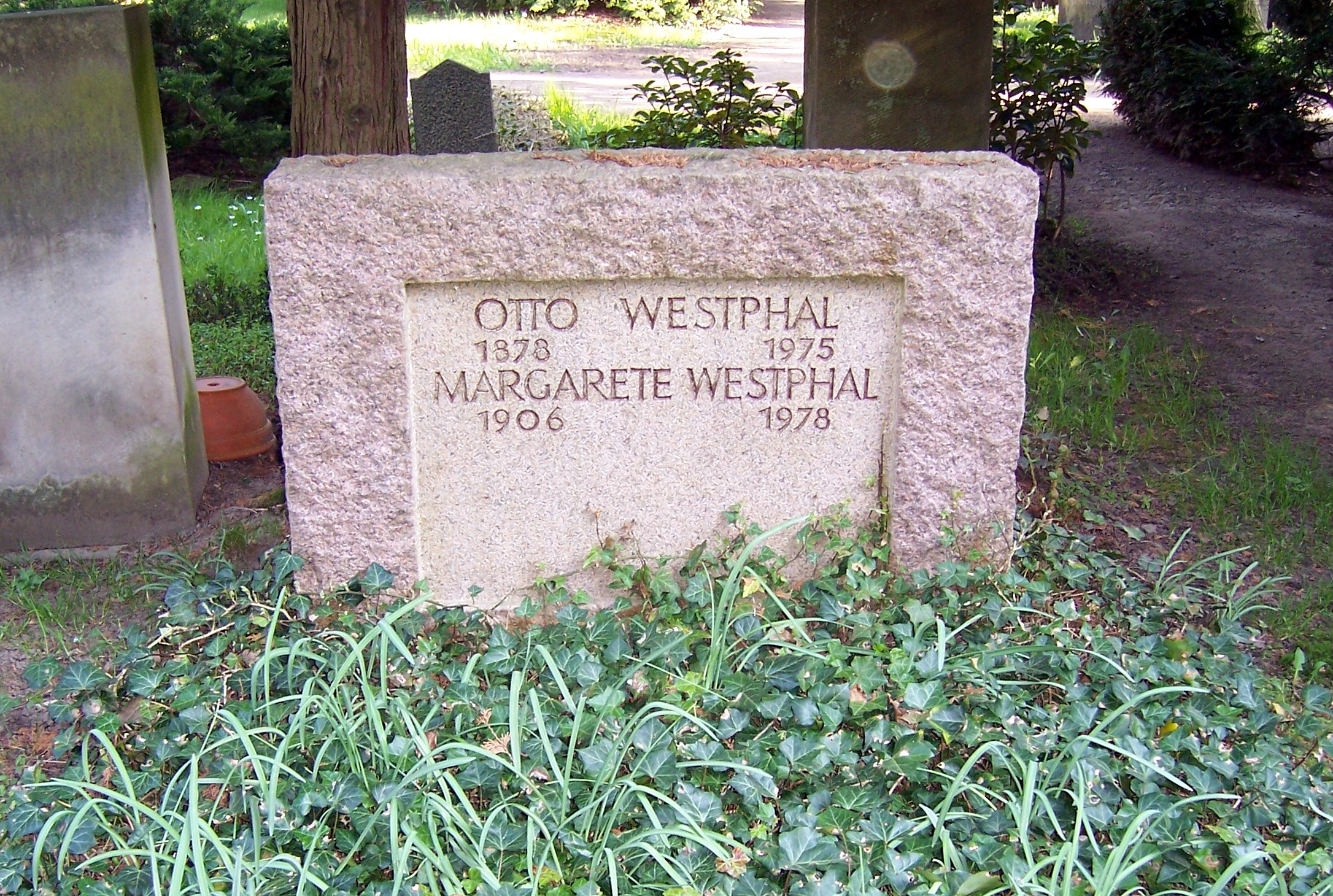
Grab von Otto Westphal auf dem Loschwitzer Friedhof

Westphal war der Sohn eines Leipziger Buchhändlers. 1885 zog die Familie nach Schmalkalden, wo sie im Lutherhaus wohnte und wo der Sohn das Realgymnasium absolvierte. Er besuchte dann von 1894 bis 1896 die Kunstgewerbeschule Kassel und ab 1896 die Preußische Höhere Fachschule für Textilindustrie/Webschule Krefeld. Anschließend war er im Kunsthandwerk tätig. 1899 ging er nach Berlin und war Schüler der Unterrichtsanstalt des Kunstgewerbemuseums Berlin bei Eugen Hanetzog und im Studienatelier für Malerei und Plastik, der so genannten Lewin-Funcke-Schule in Berlin-Charlottenburg. 1900 war er auf der Weltausstellung in Paris mit einem Wandteppich vertreten. 1903 unternahm er Studienreisen nach Danzig, auf die Halbinsel Hel und in die Kaschubei. 1904 nahm er seinen ständigen Wohnsitz in Dresden. Bis 1907 studierte er an der Dresdner Kunstakademie bei Richard Müller und Carl Bantzer. Anschließend war er freischaffend in Dresden tätig. 1913 hielt er sich zu Studien in thüringischen Bergbaubetrieben auf. 1914 wurde er zum Kriegsdienst im Ersten Weltkrieg einberufen, aus dem er nach einer Verwundung 1916 entlassen wurde. In den folgenden Jahren hielt er sich kurzzeitig in der Schweiz auf und unternahm er Studienfahrten durch Thüringen, Hessen, Franken und das Neckargebiet, wobei er „Skizzen-Tagebücher“ anfertigte. 1924 war Westphal zum Studium antiker Wandmalereien und Mosaiken in Ravenna. 1927/1928 schuf er Figürliche Wandbilder im Blauen Saal des Schlosses Wilhelmsburg in Schmalkalden, 1929 die Malereien des Römischen Gartens auf der GRUGA in Essen. 1930 nahm er eine Tätigkeit für das Deutsche Archäologische Institut Rom/Pompeji an. Dort entstand der Bildzyklus Pompeji.
Studienreisen führen ihn 1933 auf die Insel Rügen, 1938 in die Lausitz, 1941 ins Erzgebirge und 1956 nach Diesbar und Seußlitz.
Westphal hatte ab etwa 1942 Wohnung und Atelier im Künstlerhaus Dresden-Loschwitz.
Westphals malerisches und grafisches Werk war dem Impressionismus verpflichtet. Seine Bildmotive bezog er aus seiner sächsischen Heimat: dazu gehörten vor allem Stadtansichten von Dresden. Auch in seinen Studienorten war er produktiv. Der Künstler gehörte dem Deutschen Künstlerbund, der Willingshäuser Malerkolonie, ab 1932 der Dresdner Sezession 1932 und in der DDR dem Verband Bildender Künstler an.
Er war mit Margarete Westphal (1906–1978) verheiratet. Das Paar hat eine Grabstätte auf dem Loschwitzer Friedhof in Dresden.

## Ausstellungen
- 1932: Dresden, Lipsius-Bau (1. Ausstellung der Dresdner Sezession 1932)

- 1937 Kunstausstellung Kühl, Dresden (mit Curt Querner, Erich Fraaß und Johannes Beutner)
- 1946 Kunstausstellung Sächsische Künstler, Dresden
- 1958 Unterwegs. Kunstausstellung Kühl, Dresden, (anlässlich seines 80. Geburtstages)
- 1959 Ölbilder, Ölstudien, Zeichnungen, Radierungen, Holzschnitte aus den Jahren 1908–1959. Meininger Museen, Meiningen
- 1971 Otto Westphal, ein Vertreter realistischer Dresdener Malkultur. Dresden, Albertinum
- 1972 Bezirkskunstausstellung Dresden
- 2009 85 Jahre – Jubiläumsausstellung der Galerie. Kunstausstellung Kühl, Dresden

## Werke in öffentliche Sammlungen

### Tafelbilder (Auswahl)
- Frauenkirche und Secundogenitur (1907, Öl auf Pappe, 20 × 28,5 cm; Galerie Neue Meister Dresden)[4]
- Scheibenberg und der Bärenstein (1942, Öl; Sammlung Erzgebirgische Landschaftskunst)[5]
- Hang in Loschwitz im Winter (1970, Öl auf Hartfaser, 100 × 74,8 cm; Galerie Neue Meister Dresden)[6]
- Dresden - Hauptbahnhof im Winter (Öl auf Leinwand, 72 × 68,5 cm; Sächsischer Kunstfonds)[7]

### Druckgrafik (Auswahl)
- Die Frauenkirche in Dresden, Blick nach Osten (1912, Radierung, 44,2 × 34,2 cm; Kupferstichkabinett Dresden)[8]
- Dresden, Stadtansicht der Altstadt vom Neustädter Ufer mit Ständehaus, Schloss und Hofkirche (1912, Radierung, 34,5 × 44,5 cm; Kupferstichkabinett Dresden)[9]
- Der Zwinger, Dresden (Farbholzschnitt, 40 × 50,2 cm; Sächsischer Kunstfonds)[10]